# Ernst Friedrich
Ernst Friedrich (Breslavia, 25 de febrero de 1894-Le Perreux-sur-Marne, 2 de mayo de 1967) fue un escritor y anarcopacifista alemán.

## Biografía

### Infancia y juventud
Ernst Friedrich nació en Breslavia, Polonia. Fue el decimotercer hijo de una «señora de la limpieza» y de un artesano guarnicionero.  Después de terminar la escuela primaria, comenzó su aprendizaje como impresor de libros en 1908, actividad que abandonó poco después para estudiar actuación. Al mismo tiempo, ganaba dinero trabajando en una fábrica. Fue uno de los fundadores de la Asociación de Trabajadores Juveniles de Breslau.  
En 1911 se afilió al Partido Socialdemócrata de Alemania. Desde 1912 hasta 1914 viajó por Dinamarca, Suecia, Noruega y Suiza con propósitos políticos. En 1914 debutó como actor en su ciudad natal y se presentó en el Teatro Real de Potsdam.[cita requerida]

### Primera Guerra Mundial
Fue reclutado en la Primera Guerra Mundial y se declaró objetor de conciencia. Como respuesta a su decisión, le ingresaron en un hospital psiquiátrico y le declararon culpable de sabotaje de las actividades militares y le encarcelaron en Potsdam en 1917. 
A finales de 1918 quedó libre gracias a la Revolución Alemana de 1918-1919.[cita requerida]

### República de Weimar
Friedrich participó activamente en el levantamiento espartaquista. Acabada la guerra fue miembro de la organización juvenil Freie sozialistische Jugend de Karl Liebknecht y Rosa Luxemburgo. Tras su disolución en 1920, fundó su propio grupo juvenil anarquista Freie Jugend ("Juventud Libre") en Berlín. El grupo también se creó en Preußen, Sachsen, Thüringen, Rheinland, Westfalen, así como en Austria y Suiza. La revista Freie Jugend unió a los diferentes grupos y fue publicada por Friedrich hasta 1926.  
A partir de 1923, el grupo se fusionó con el Syndikalistisch-Anarchistische Jugend Deutschlands (SAJD), un movimiento juvenil anarcosindicalista que promovía el antimilitarismo. Entre las dos guerras mundiales, fue un notable activista antimilitarista. El 31 de julio de 1921, en una manifestación contra guerra frente a la catedral de Berlín, que contó con más de 100.000 participantes, fue el orador principal.[cita requerida]
Su casa en Friedrichshain se convirtió en un lugar de reunión y una comuna para jóvenes anarquistas.  En 1925 fundó el Anti-Kriegs-Museum (Museo contra la guerra) en Berlín, porque quería crear un espacio para la educación para la paz . Su libro más famoso, Krieg dem Kriege ("Guerra contra la guerra"), publicado en 1924, fue el resultado directo de su investigación para el museo. Muestra las atrocidades de la guerra en imágenes. 

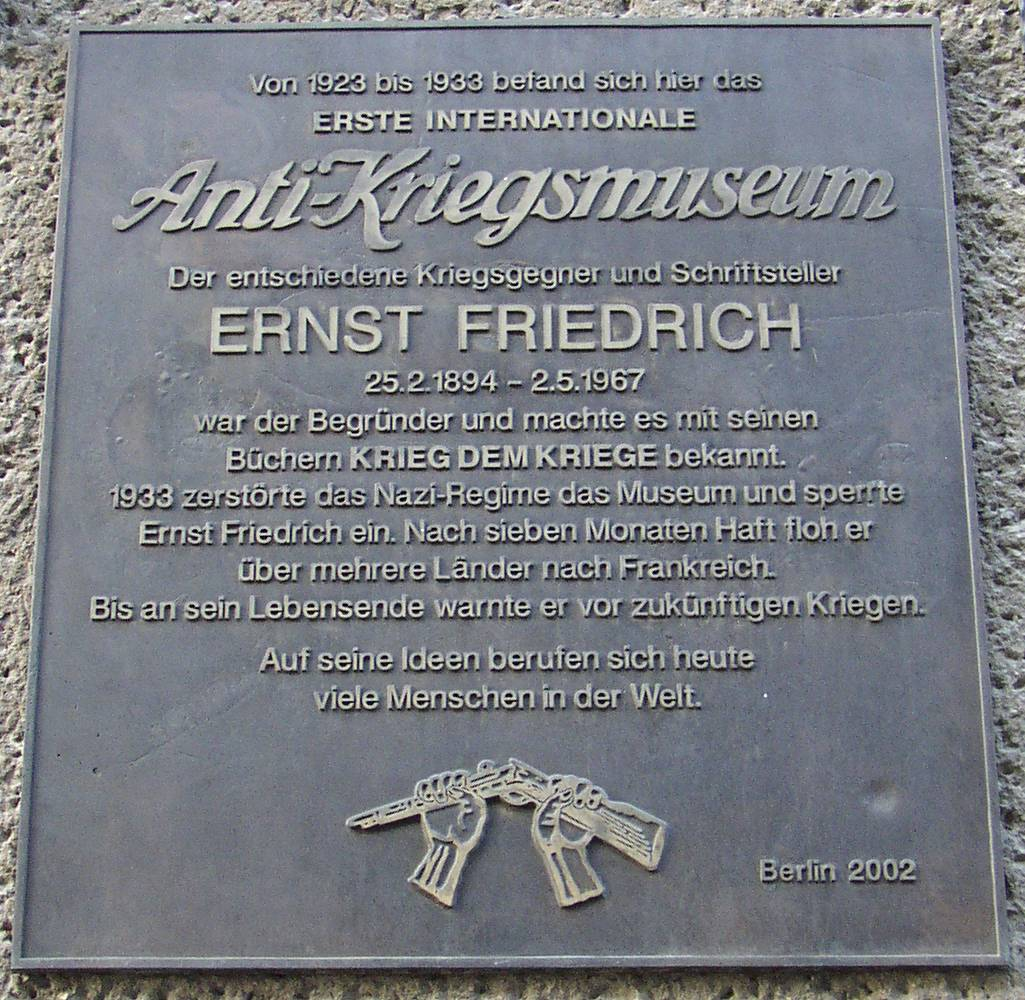
Placa conmemorativa en Berlín-Mitte (Parochialstr. 1–3)

Publicó la revista semanal Die schwarze Fahne ("La bandera negra"), que tuvo una impresión de hasta 40.000 ejemplares.[cita requerida]  Friedrich era amigo cercano de Henry Jacoby y Erich Mühsam. Jacoby lo llamó en retrospectiva un "apóstol de un movimiento juvenil radical, profeta de un socialismo antijerárquico y antimilitarista agresivo". Como editor de la revista "Freie Jugend" dedicó en 1924 un número de la revista a los prisioneros políticos de la República de Weimar, entre ellos Erich Mühsam.[cita requerida]
Sus publicaciones fueron generalmente prohibidas o confiscadas y Friedrich fue acusado periódicamente de diferentes delitos. El abogado Hans Litten lo defendió en varias ocasiones. El 14 de noviembre de 1930 fue condenado a un año de cárcel por sus actividades políticas. Estuvo involucrado en la distribución de textos antimilitaristas a policías y militares. 

### Tercer Reich y Segunda Guerra Mundial
Fue víctima del terror nazi antes de la llegada de Hitler al poder en 1933. Sufrió de violentos ataques por parte del Sturmabteilung y las ventanas de su museo eran destruidas con tanta frecuencia que ya no podía encontrar un seguro para ellas. Después del incendio del Reichstag fue arrestado el 28 de febrero de 1933. El museo fue demolido por los nazis y convertido en un lugar de servicio para el grupo Sturmabteilung. Tras su liberación, escapó a otros países europeos en diciembre de 1933. Durante algún tiempo pudo esconderse gracias al proyecto Rest Home organizado por cuáqueros. [cita requerida]
En 1936 abrió un nuevo museo en Bruselas, que fue nuevamente destruido tras la invasión alemana de Bélgica en 1940. Ernst Friedrich escapó con su hijo, también llamado Ernst, a Francia. Allí fue arrestado por el régimen de Vichy y fue prisionero en el campo de St. Cyprien y luego en el campo de internamiento de Gurs .  
Después de 18 meses, pudo escapar. En 1943 fue descubierto por la Gestapo . Escapó una vez más y se convirtió en miembro de la Resistencia francesa . Cerca del pueblo de Barre-des-Cévennes, en el departamento de Lozère, dirigió la granja "La Castelle" junto con su segunda esposa, Marthe Saint-Pierre.  
Friedrich luchó en la liberación de Nimes y Alès. Fue herido dos veces y salvó de la deportación alrededor de 70 niños de un hogar infantil judío. 

### Después de la Segunda Guerra Mundial
Después de la guerra, Friedrich se convirtió en miembro del Partido Socialista Francés. Desde 1947 trabajó en la construcción de un nuevo museo contra la guerra en París.[cita requerida]
Recibió una subvención de 1.000 dólares de una fundación internacional. Compró un barco y lo convirtió en el barco de la paz Arche de Noé ("Arca de Noé"). Lo aparcó en la isla del Sena, en Villeneuve-la-Garenne . Publicó tres números de la revista Bordbrief ("Carta de embarque") desde 1950 hasta 1953.[cita requerida]
En 1954 recibió una indemnización por la pérdida de sus bienes y por las heridas causadas por el Tercer Reich. Con este dinero compró 3.000 m 2 de bosque en una isla del Sena, cerca de Le Perreux-sur-Marne. Allí construyó un centro juvenil internacional en 1954. A partir de 1961 fue un centro juvenil para jóvenes trabajadores.[cita requerida]
Hacia el final de su vida sufrió una grave depresión.  Su tumba se encuentra en la quinta división del cementerio de Le Perreux-sur-Marne, Val-de-Marne al este de París. 

## Legado
El terreno que compró en la Isla del Sena fue vendido después de su muerte. Su patrimonio literario fue destruido. 
El museo antiguerra que fundó en Berlín, volvió a abrirse en 1982. [cita requerida]

## Obras
- Jardín de infancia proletario. Ein Märchen- und Lesebuch für Kinder . Ilustraciones de Käthe Kollwitz, Karl Holtz, Otto Nagel y otros. Buchverlag der Arbeiter-Kunst-Ausstellung, Berlín 1921.
- ¡Krieg dem Kriege ! Guerra a la guerra. Guerra contra la Guerra. 2 volúmenes. Verlag Freie Jugend, Berlín 1924 y 1926.
- Festung Gollnow (parte de la serie Menschen im Käfig ). Con fotografías de Svend Nielsen. Kulturverlag, Berlín 1932.
- El Anti-Kriegsmuseum . Berlín 1926.
- Vom Friedensmuseum zur Hitlerkaserne. Ein Tatsachenbericht über das Wirken von Ernst Friedrich y Adolf Hitler (autobiografía), Schwarz, St. Gallen / Genossenschafts-Buchhandlung, Zurich 1935.

Editor de las siguientes revistas:
- Libertad juvenil (1919-1926)
- ¡Mueran las Waffen nieder! (1921)
- El libre Mensch (1924)
- Negra Fahne (1925-1929)
- Bordbrief (1950-1953)